# Злидні філософії
Злидні філософії. Відповідь на «Філософію злиднів» Прудона  (фр. Misère de la philosophie. Réponse a la philosophie de la misère de M. Proudhon; нім. Das Elend der Philosophie. Antwort auf Proudhons „Philosophie des Elends“) — твір, написаний німецьким філософом й економістом Карлом Марксом (1818-1883) зимою 1846/47 р., коли Маркс з’ясував для себе основні риси свого нового історичного й економічного світогляду та зробив першу спробу їх компактного викладу. Нагоду для цього дала книжка французького соціяліста П’єра Жозефа Прудона (1809-1865) «Система економічних протиріч, або Філософія злиднів» (Système des contradictions économiques ou Philosophie de la misère, 1846); звідси підзаголовок Марксового твору.
Твір був написаний французькою мовою і вперше вийшов друком влітку 1847 року одночасно у Парижі та Брюсселі. Вперше німецькою був надрукований 1885 року у Штуттґарті. Перший український переклад надрукувало українсько-американське видавництво «Космос», створене членами Комуністичної партії Західної України, 1923 року.